# Aphaniosoma vivinum
Aphaniosoma vivinum är en tvåvingeart som beskrevs av Ebejer 2007. Aphaniosoma vivinum ingår i släktet Aphaniosoma och familjen gulflugor. Inga underarter finns listade i Catalogue of Life.